# 慶應義塾ワグネル・ソサィエティー男声合唱団

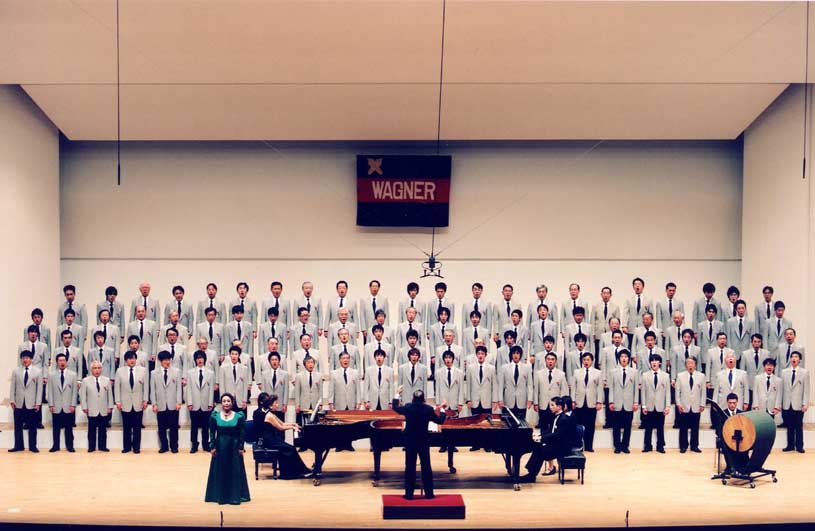
第130回定期演奏会（2005） 指揮: 畑中良輔 人見記念講堂

慶應義塾ワグネル・ソサィエティー男声合唱団（けいおうぎじゅくワグネル・ソサィエティーだんせいがっしょうだん、英語: Keio Gijuku Wagner Society Male Choir、ドイツ語: Keio Gijuku Wagner Gesellschaft Männerchor）は、慶應義塾大学の学生により構成される男声合唱団。1901年（明治34年）に創立された「慶應義塾ワグネル・ソサィエティー」の男声合唱部門である。初代指揮者は大塚淳 (1908 - 1937)、元顧問指揮者は木下保（1926 - 1932・1955 - 1982）、元指揮者は山口雅章 (1937 - 1939)、梅原文雄 (1939 - 1953)、桂冠指揮者は畑中良輔 (1960 - 2012)、音楽監督は佐藤正浩 (1995 - )、常任指揮者は福永一博 (2024 - )、客演指揮者は北村協一 (1959 - 2002) 他多数、元ヴォイストレーナーは大久保昭男 (1960 - 2014)、綱川立彦 (2001 - 2012)、現ヴォイストレーナーは小貫岩夫 (2012 - )、学生指揮者のトレーナーは浜田広志 (2020 - )。（カッコ内は在任年）

## 概要
ソサィエティーは、オーケストラと本団、そして1950年に結成された女声合唱団から成る。誕生については「明治34年（1901年）の10月か11月……三田の牛鍋屋の二階で結成式を行った」という。これに先立つ1899年に関西学院グリークラブが発足しているが、聖歌隊を発祥としていることから、当団は「日本最古の『演奏団体』」を名乗っている。発足当初からオーケストラパートと合唱パートが存在したが、その区分は緩やかで、大半がオーケストラと合唱の双方に参加しており、オケと合唱は行動はすべて皆同じであった。オーケストラパートの者が合唱に加わり、合唱目当てに入団した者が入団後に楽器を手にしたりすることなどが普通に行われていた。
畑中は「嘗って日本の洋楽は『上野の杜』か『三田の丘』であった」と述べているが、両者の関係は非常に密接であり、上記の指導者の中で大塚、木下、山口、畑中、佐藤、大久保がいずれも東京音楽学校・東京芸術大学の出身である。とりわけ木下は、東京音楽学校在学中から「大塚先生の頼みで、定演でワグネリアンに化けて堂々と（？）ヴィオラを演奏し、合唱ボーイとしてトップテノールを歌い、演奏旅行では歌ったり、ヴィオラを弾いたり、ピアノ伴奏までして、日本の各所から朝鮮まで遠征した」という。また、杉山長谷夫、澤崎定之、関鑑子、柳兼子、永井郁子、武岡鶴代、立松房子、橋本國彦、徳山璉、早川（平井）美奈子、平原寿恵子、中村淑子、増永丈夫、四家文子、佐藤美子、松原操、松田登志、ベルトラメリ能子、奥田智重子、柴田睦陸、関種子、長門美保、川崎静子など、東京音楽学校出身で（東京音楽学校出身以外でも藤原義江、本居貴美子の名もある）日本の洋楽を支えた面々はほとんどワグネルの演奏会に登場している。とりわけ戦後の木下の再招聘後、畑中、大久保の指導陣が加わった際、福永陽一郎は「ワグネルの指導陣のよさは、ほかに想像できぬほど強力」と評した。
第二次世界大戦後、合唱パートがいち早く復興し、女声合唱団の結成もあって、それぞれのパートの独立性が高まり、1950年代まではそれぞれのパートが協力して演奏会を開くかたちとなった。1958年には合同で慶應義塾100周年記念演奏を行い、同年の定期演奏会は実施されなかったが、男声合唱パートのみは独自の「特別演奏会」を開催した。1960年の第85回定期演奏会から、3パートが独立して定期演奏会を開催するようになった。
年3回の演奏会（東京六大学合唱連盟定期演奏会、東西四大学合唱演奏会、定期演奏会）が団の活動の中心であり（詳細は外部リンクを参照されたい）、定期演奏会は2024年12月までに149回実施している。それ以外にも、海外（米国・欧州・中国・豪州）演奏旅行、日本国内各地への演奏旅行や依頼演奏などを数多く実施している。オペラ出演やオーケストラとの共演が多いことも当団の特徴の一つである。1983年にはNHK大河ドラマ『徳川家康』のテーマ音楽を担当し、全国の家庭に歌声を響かせるなど、放送への出演も非常に数多い。
「ワグネル」の名は、作曲家のリヒャルト・ワーグナーから取られており、「慶應義塾ワグネル・ソサィエティー」の名は1901年の創設時から変わっていない。団員はワグネリアンと呼ばれ、そのハーモニーにはワグネルトーンという名がついている。実際には、ワーグナーの楽曲を演奏することは少なかったものの、第88回定期演奏会（1964年）にオリジナルも男声合唱である『さまよえるオランダ人』の二重合唱、『タンホイザー』の巡礼の合唱を原語のドイツ語で演奏（指揮: 畑中良輔）した。『さまよえるオランダ人』『タンホイザー』全曲が日本で原語初演されるのは双方ともその後の1966年（前者がベルリン・ドイツ・オペラ、後者が二期会による）である。1969年からは『さまよえるオランダ人』『タンホイザー』などに一部編曲を組み合わせたワーグナープログラムを4年に1回は演奏し、「ワグネル在籍期間中に、必ず一回はヴァーグナーの作品の何かを歌って卒業」（第94回定期演奏会（1969年）プログラムにおける畑中の寄稿より）するように配慮がなされ、伝統となっている。1991年には、管弦楽つきの合唱曲『使徒の愛餐』を東京都交響楽団の定期演奏会にて日本初演している。また、1983年11月7日、1989年9月7日には、来日したヴォルフガング・ワーグナーのパーティーに招かれ巡礼の合唱などを披露し、1988年10月28日にはノルベルト・バラッチュ（独語版）（バイロイト祝祭劇場合唱団指揮者）の特別レッスンを受けるなど、ワーグナーとの縁は深い。他にもドイツ・オーストリアの音楽を取り上げることが多く、特に発音については現代のドイツでも使われることが少なくなってきた舞台ドイツ語 (de:Bühnendeutsch) の伝統を守っている。この発音については特別レッスンを行ったノルベルト・バラッチュが「ほとんど完璧」と驚きを示している。
当団創設当初は大塚淳がオーケストラと合唱の双方を指導していたが、大塚は合唱の育成は課題の一つと考え、1926年に東京音楽学校声楽科の木下保に合唱の指導を委ねた。合唱発展の基盤は木下の指導によって作られたところが非常に大きかった。木下は1932年にドイツ留学のため離任する。
1937年、大塚が新京交響楽団の指揮者となり渡満することとなったため、当団OBから東京音楽学校に進み助教授となっていた山口雅章が正指揮者に就任した。しかし山口は病を得て、わずか在任2年で33歳で没し、その後は「やむをえず」（第88回定期演奏会（1963年）プログラムにおける梅原の寄稿より）OBの梅原文雄が合唱パートの指揮者を引き継ぐこととなった。梅原は木下の精神を伝達することが自身の使命と考え、戦中の三田キャンパスの大講堂消失や活動の中断を乗り越え、戦後に合唱パートをいち早く復興させた。また梅原は1953年6月に慶應義塾ワグネル・ソサィエティーOB合唱団を組織し発足させている。しかしながら本業が多忙となり同年に指揮者を辞任せざるを得なくなった。
梅原の辞任後、指揮は一旦学生に委ねられたが、梅原のアドバイスと、当時学生指揮者であった池田文雄等の奔走により、1955年に木下の再招聘が叶った。木下はドイツ留学でものにしたシューベルト、メンデルスゾーン、シューマンなどのドイツロマン派はもちろんのこと、自身が提唱した「やまとことば」による『沙羅』等の信時潔作品などの邦人作品に繰り返し取り組み、中でも1969年に全日本合唱連盟の推薦で招待された「第2回世界大学合唱祭」における間宮芳生作曲『合唱のためのコンポジションIII』の演奏は、ニューヨーク・リンカーンセンターで好評を博した。他にもルネサンス期のポリフォニー、バッハ、近代スイスのF.ヘーガー、フランスのアルベール・デュオパ (Albert Duhaupas) の他、シベリウス、バルトーク、コダーイなど、当時まだ一般的ではなかったフィン・ウゴル語派の作品に原語で取り組む等、先進的な役割を果たした。取り上げる曲はオリジナルの男声合唱曲が多く、歌曲を編曲したものは『沙羅』（当初は福永陽一郎、のちに自身による編曲）のみであり、合唱曲の編曲もミサ（皆川達夫編曲）、バッハ（B.Treharne・C.D.Dawe 編曲）と團伊玖磨作曲の『岬の墓』（福永陽一郎編曲）のみである（髙田三郎作曲の『ひたすらな道』男声合唱版を作曲者自身に委嘱し初演しているが、第106回定期演奏会プログラムおよびカワイ楽譜には「作曲: 髙田三郎」のみクレジットされている）。
畑中良輔招聘においてキーマンとなったのは、1960年当時在学中だった学生指揮者の田中宏幸、そして特に淀野隆である。畑中が淀野の父である淀野隆三を尊敬し交流があったことに加え、自宅がすぐ近くであったことから、淀野宅が畑中招聘の「前線基地」となった。当初は多忙を理由に固辞していた畑中であったが、ついに根負けし、当初はヴォイストレーナー、ひいては指揮者就任を承諾した。木下がオリジナルの男声合唱曲を多く取り上げた一方で、1960年に招聘されて以来、指導に長年たずさわった畑中については、歌曲やオペラ、ミュージカル、混声合唱曲などの他ジャンルから、男声合唱曲に編曲したものを演奏する傾向が強く、多くの曲が福永陽一郎や北村協一などによって編曲されている。これについて畑中は、第102回定期演奏会（1977年）プログラムにおいて、「男声合唱曲は、オリジナルなものだけでは、真にすぐれた音楽性を持つ曲は限られて来る」また、第112回定期演奏会（1987年）プログラムにおいては、「《合唱を通じて世界の音楽に眼をひらいてほしい》というのが、ワグネルに対する私の基本姿勢である」と語り、古今東西の名曲を選りすぐって取り上げることを旨としている。これらのレパートリーが日本の男声合唱団のスタンダードとして定着していることは特筆に値する。
北村協一は、上記の編曲者として指導にも参加する等の長年の尽力に加え、畑中が「君の領分だよ」とした意を受け、黒人霊歌等の英米曲や、ミュージカル等の演出ステージ、多田武彦の作品を担当する等、客演指揮者としては異例の出演回数を数えている。また、学生指揮者の多くが北村に師事するなど、多くの面で特別の存在として認識されている。
佐藤正浩は、畑中同様に「合唱」の枠にとらわれず様々な分野から名曲を選曲する方針をとっており、自身による編曲も多く手掛けている。さらには、自身が得意とするフランス音楽等や、現代の邦人作曲家の作品へと裾野を広げている。また、毎年著名な客演指揮者を招き、団員がより広く高度な経験を積めるように配慮を行っている（ただし2020年は宮本益光を指揮者として招聘予定であったがCOVID-19により実現しなかった）。2024年には福永一博を招き、後の福永の常任指揮者就任へと発展した。
福永一博は2025年4月の常任指揮者就任にあたり、(1) ワグネルのドイツものの伝統を受け継ぐこと、(2) 埋もれてしまっている名作を掘り起こして新しい光を当てること、(3) 現代の作曲家に委嘱し新しい合唱曲を作ることの3点を挙げている。
これまで作曲家への新作の委嘱に対しては、早稲田大学グリークラブや関西学院グリークラブほど積極的ではないものの、多田武彦の『草野心平の詩から』や、清水脩の『朔太郎の三つの詩』『「智恵子抄」より』『魂しずめの祭』『鎮魂歌』、間宮芳生の『合唱のためのコンポジションIII』、加藤昌則の『ふなたび』、新実徳英の『愛のうた - 光太郎・智恵子 -』などを初演した。
当団と、他の著名な大学合唱団が大きく異なっている点は、当団はコンクール出場歴が戦後の一時期に限られ、非常に少ないことである。これについて畑中は、第110回定期演奏会（1985年）プログラムにおいて、「僕は慶應にコンクールに今まで出ろとも出ようとも言わないのは、やっぱり音楽は数で決まるものでないから嫌なんですね。それに人と比べて自分がどうだとかすぐ気にする人間になってほしくない。」と語っている。

## 出身者
元国立音楽大学学長・NHK交響楽団副理事長の有馬大五郎、セノオ楽譜の妹尾幸次郎、歌手の竹山逸郎、美術史研究者の西川杏太郎、ヴォーカルグループのダークダックス（高見澤宏、佐々木行、喜早哲、遠山一の4人全員）、元タレントの栗原玲児、テノールソリストの笠井幹夫、都留俊輔、平尾啓、峯岸世羽武、河野大樹、河野泰佑、バリトンソリストの堀内康雄、大久保光哉、杉田あきひろ、谷口伸、ピアニストの辻敬夫、演出家の鵜山仁、前原拓也、音楽評論家の三善清達、渡邊學而、合唱指揮者の吉川貴洋、村山俊介、茂木謙介、合唱指揮者・ピアニストの和田太郎、映画監督の河崎義祐、テレビプロデューサーの池田文雄、宮島将郎、イベントプロデューサー・作家の淀野隆、音楽プロデューサー / ディレクターの本城和治、経済学者の千種義人、中島隆信、太子堂正称、心理学者の井下理、安藤寿康、工学者の森山剛、工学者で長崎大学副学長の柴田裕一郎、服飾ジャーナリストの飯野高広、ヴォーカルグループ ジャミン・ゼブの仲光甫、飯泉暁斗、教育研究者で『こども六法』著者の山崎聡一郎などを輩出。
またブックオフコーポレーション創業者・俺の株式会社代表取締役社長の坂本孝、トヨタ自動車の渡辺捷昭（2005年 - 2009年社長、2009年 - 副会長）、南都銀行の石田諭（2025年4月 - 頭取）を初め、経済界にも多くの人材を輩出している。

## 主な関連人物
三浦洋一（ピアニスト）、井上直幸（ピアニスト）、皆川達夫（編曲、指揮）、福永陽一郎（編曲）、大場俊一（ピアニスト）、細川哲朗（ピアニスト）、平野忠彦（バリトン歌手）、長野羊奈子（メゾソプラノ歌手、朗読）、大石潤（ピアニスト）、増山（旧姓: 木下）歌子（ピアニスト）、瀬山詠子（ソプラノ歌手）、築地利三郎（バリトン歌手）、粟飯原美智子（ソプラノ歌手）、久邇之宜（ピアニスト）、岩淵雅俊（ピアニスト）、西義一（バリトン歌手、指揮）、永田峰雄（テノール歌手）、小泉惠子（ソプラノ歌手）、本庄篤子（ヴァイオリニスト）、塚田佳男（ピアニスト）、三林輝夫（指揮）、秋葉京子（メゾソプラノ歌手）、花岡千春（ピアニスト）、千代正行（バンジョー、ギター）、荒道子（メゾソプラノ歌手）、若杉弘（指揮）、志村年子（メゾソプラノ歌手）、大川隆子（ソプラノ歌手）、谷池重紬子（ピアニスト）、荻久保和明（作曲、指揮）、西川秀人（ピアニスト）、藤田雅（ピアニスト）、伊藤京子（朗読）、大島洋子（ソプラノ歌手）、前田勝則（ピアニスト）、腰越満美（ソプラノ歌手）、小濱妙美（ソプラノ歌手）、藤井宏樹（指揮）、辻博之（指揮）、永澤友衣（ピアニスト）、大里みどり（パーカッション）、雨森文也（指揮）、平林知子（ピアニスト）、牧戸太郎（作曲、編曲）、山田章典（ベース）、松本望（作曲、ピアニスト）、清水敬一（指揮）、小川里美（ソプラノ歌手）、相澤直人（作曲、指揮）、森田花央里（作曲、ピアニスト）、清水雅彦（指揮）、宮本益光（指揮）、辻裕久（指揮）、原田太郎（指揮）、濱野基行（ピアニスト）、キハラ良尚（指揮）など。

## 海外での演奏
- 1969年 第2回世界大学合唱祭招聘（全日本合唱連盟推薦）米国[16]
  - 3月13日 ヨークタウン・ハイスクール（ニューヨーク州 ヨークタウン）
  - 3月14日 ヨークタウン・ハイスクール（ニューヨーク ヨークタウン）
  - 3月15日 マウント・ホリヨーク大学（マサチューセッツ州 サウス・ハドリー）
  - 3月16日 ニューハンプシャー大学（ニューハンプシャー州 ダーラム）
  - 3月17日 ニューハンプシャー大学（ニューハンプシャー州 ダーラム）
  - 3月18日 ハーバード大学（マサチューセッツ州 ケンブリッジ）
  - 3月18日 ボストン大学（マサチューセッツ州 ボストン）
  - 3月19日 ブリッジポート大学（コネチカット州 ブリッジポート）
  - 3月20日 プリンストン大学（ニュージャージー州 プリンストン）
  - 3月20日 イースタン・ピルグリム・カレッジ（ペンシルベニア州 リッタースヴィル）
  - 3月21日 日本大使館（ワシントンD.C.）
  - 3月22日 ワシントン大聖堂（ワシントンD.C.）
  - 3月23日 リンカーン・センター・フィルハーモニック・ホール（現: デイヴィッド・ゲフィン・ホール）（ニューヨーク）第2回世界大学合唱祭 指揮: 木下保、境田正俊 ピアノ: 三浦洋一
  - 3月27日 ニューヨーク三田会
  - 3月23日 リンカーン・センター・フィルハーモニック・ホール 第2回世界大学合唱祭 合同ステージ
  - 3月31日 ヴァッサー大学（ニューヨーク州 ポキプシー）
  - 4月2日 ウェスタンミシガン大学（ミシガン州 カラマズー）
  - 4月3日 ウェスタンミシガン大学（ミシガン州 カラマズー）
  - 4月4日 デンバー大学（コロラド州 デンバー）
  - 4月5日 デンバー大学（コロラド州 デンバー）
  - 4月6日 サンフランシスコ女子大学（カリフォルニア州 サンフランシスコ）
  - 4月7日 サンフランシスコ女子大学（カリフォルニア州 サンフランシスコ）
- 1977年 ウィーン青少年音楽祭招聘 欧州[17]
  - 7月8日 マリアターフェル教会（オーストリア マリアターフェル）ピアノ: 三浦洋一
  - 7月9日 ウィーン市庁舎前アルカデンホフ（オーストリア ウィーン）ウィーン青少年音楽祭
  - 7月10日 聖アンナ教会（オーストリア ウィーン）ピアノ: 三浦洋一
  - 7月12日 ウィーン市庁舎前アルカデンホフ（オーストリア ウィーン）ウィーン青少年音楽祭 指揮: ギュンター・トイリング（独語版） ウィーン交響楽団 ブラームス『運命の歌』、ベートーヴェン『合唱幻想曲』[18]
  - 7月15日 ミュンヘン大学講堂（西ドイツ ミュンヘン）指揮: 畑中良輔 ピアノ: 三浦洋一
  - 7月17日 ダボス（スイス ダボス）指揮: 畑中良輔 ピアノ: 三浦洋一
  - 7月20日 グリュイエール（スイス グリュイエール）指揮: 畑中良輔 ピアノ: 三浦洋一
  - 7月21日 ローザンヌ（スイス ローザンヌ）指揮: 畑中良輔 ピアノ: 三浦洋一
- 1982年 自主公演 中華人民共和国[19]
  - 8月24日 人民政府劇場（上海）指揮: 畑中良輔 ピアノ: 三浦洋一
  - 8月27日 人民劇場（南京）指揮: 畑中良輔 ピアノ: 三浦洋一
  - 8月29日 紅塔礼堂（北京）指揮: 畑中良輔 ピアノ: 三浦洋一
- 1987年 自主公演 欧州[20]
  - 2月26日 コングレスハウス（オーストリア ザルツブルク）指揮: 畑中良輔 ピアノ: 三浦洋一、佐藤正浩
  - 3月1日 ドロティーア教会（オーストリア ウィーン）指揮: 畑中良輔 ピアノ: 三浦洋一、佐藤正浩
  - 3月3日 リスト音楽院中ホール（ハンガリー ブダペスト）指揮: 畑中良輔 ピアノ: 三浦洋一、佐藤正浩
  - 3月6日 ハイデルベルク大学旧講堂（西ドイツ ハイデルベルク）指揮: 畑中良輔 ピアノ: 三浦洋一、佐藤正浩
- 1990年 外務省「日豪生活文化交流」オーストラリア 慶應義塾ワグネル・ソサィエティー・OBオーケストラ 慶應義塾ワグネル・ソサィエティー・オーケストラ 慶應義塾ワグネル・ソサィエティーOG合唱団 慶應義塾ワグネル・ソサィエティー男声合唱団 慶應義塾ワグネル・ソサィエティーOB合唱団合同[21]
  - 10月9日 バンバリー・エンターテインメント・センター（西オーストラリア州 バンバリー）指揮: 藤森数彦、兼氏隆太
  - 10月11日 パース・コンサート・ホール（西オーストラリア州 パース）指揮: 朝比奈千足
  - 10月14日 シドニー・オペラハウス・コンサートホール（ニューサウスウェールズ州 シドニー）指揮: 朝比奈千足
- 1991年 自主公演 中華人民共和国[22]
  - 3月15日 北京音楽庁（北京）指揮: 杉原佐登司、日笠賢治 ピアノ: 三浦洋一 独唱: 大川隆子
  - 3月18日 古都大酒店（西安）指揮: 杉原佐登司、日笠賢治 ピアノ: 三浦洋一 独唱: 大川隆子
  - 3月20日 商城劇場（上海）指揮: 杉原佐登司、日笠賢治 ピアノ: 三浦洋一 独唱: 大川隆子
- 2004年3月12日 - 17日 台湾[23]
- 2009年 日伊交歓訪問演奏事業 イタリア[24]
  - 9月20日 パレストリーナ大聖堂（パレストリーナ）指揮: 佐藤正浩、竹内敏郎、川口亮
  - 9月21日 ローマ・ラ・サピエンツァ大学・アウラマーニャ（ローマ）指揮: 佐藤正浩、竹内敏郎、川口亮
- 2013年8月2日 - 12日 ドイツ合唱祭C.H.O.I.R.2013 オクセンハウゼン[25]
- 2014年8月 ドイツ合唱祭C.H.O.I.R.2014 オクセンハウゼン
- 2015年8月 ドイツ合唱祭C.H.O.I.R.2015 オクセンハウゼン
- 2016年8月 ドイツ合唱祭C.H.O.I.R.2016 オクセンハウゼン
- 2017年8月4日 - 12日 ドイツ合唱祭C.H.O.I.R.2017 オクセンハウゼン[26]
- 2018年8月3日 - 12日 ドイツ合唱祭C.H.O.I.R.2018 オクセンハウゼン[27]
- 2019年8月10日 - 20日 ドイツ合唱祭C.H.O.I.R.2019 オクセンハウゼン[28]
- 2023年8月4日 - 15日 ドイツ合唱祭C.H.O.I.R.2023 オクセンハウゼン
- 2024年8月9日 - 20日 ドイツ合唱祭C.H.O.I.R.2024 オクセンハウゼン[29]

## オペラ、オーケストラ演奏会等への出演
以下の他にも有志が藤沢市民オペラ、オペラ彩などに数多く出演している。
- 1964年12月6日 慶應義塾ワグネル・ソサィエティー・オーケストラ第100回定期記念演奏会 ワーグナー『タンホイザー』 東京文化会館大ホール[30]
- 1972年9月15日 読売日本交響楽団定期演奏会[31]
- 1975年5月11日（2回）、12日、13日 二期会 ロンバーグ『学生王子』指揮: 北村協一 東京郵便貯金ホール[32]
- 1981年1月7日 新日本フィルハーモニー交響楽団新春コンサート 神奈川県立音楽堂[33]
- 1981年2月4日 新日本フィルハーモニー交響楽団定期演奏会 東京文化会館大ホール[33]
- 1981年7月11日、12日、18日、19日 二期会 ワーグナー『ニュルンベルクのマイスタージンガー』指揮: 若杉弘 東京文化会館大ホール[34][35]
- 1981年11月27日 慶應義塾ワグネル・ソサィエティー・オーケストラ80周年記念第九演奏会 東京文化会館大ホール[33]
- 1983年1月8日 慶應義塾ワグネル・ソサィエティー・オーケストラ第183回定期演奏会 東京文化会館大ホール[13]
- 1983年4月6日 東京フィルハーモニー交響楽団第245回定期演奏会 東京文化会館大ホール[13]
- 1983年5月15日 慶應義塾125周年記念式典 慶應義塾ワグネル・ソサィエティー・オーケストラ 慶應義塾ワグネル・ソサィエティー女声合唱団 慶應義塾ワグネル・ソサィエティー男声合唱団 慶應義塾ワグネル・ソサィエティーOB合唱団 指揮: 芥川也寸志 團伊玖磨『祝典歌』 指揮: 山田一雄『第九』慶應義塾日吉記念館[13]
- 1983年5月15日 慶應義塾125周年記念慶應義塾マンドリンクラブ第103回定期演奏会 日本青年館[13]
- 1984年7月4日、5日 NHK交響楽団第936回定期演奏会 ブラームス『アルト・ラプソディー』指揮: ハインツ・ワルベルク 独唱: 秋葉京子 NHKホール[36]
- 1986年10月15日 慶應義塾ワグネル・ソサィエティー創立85周年記念演奏会 ワーグナー『タンホイザー』より 指揮: 河地良智 ソプラノ: 大倉由紀枝 テノール: 大野徹也 バリトン: 大島幾雄 慶應義塾ワグネル・ソサィエティー女声合唱団 慶應義塾ワグネル・ソサィエティーOG合唱団 慶應義塾ワグネル・ソサィエティー男声合唱団 慶應義塾ワグネル・ソサィエティーOB合唱団 慶應義塾ワグネル・ソサィエティー・オーケストラ 慶應義塾ワグネル・ソサィエティーOBオーケストラ ゆうぽうと簡易保険ホール[37]
- 1988年2月12日、14日、15日 二期会 ワーグナー『タンホイザー』指揮: 尾高忠明 東京文化会館大ホール[38]
- 1991年11月27日 慶應義塾ワグネル・ソサィエティー創立90周年記念演奏会 マーラー交響曲第2番『復活』指揮: 井上道義 慶應義塾ワグネル・ソサィエティー女声合唱団 慶應義塾ワグネル・ソサィエティーOG合唱団 慶應義塾ワグネル・ソサィエティー男声合唱団 慶應義塾ワグネル・ソサィエティー・オーケストラ 東京文化会館大ホール[22]
- 1991年10月25日 東京都交響楽団第337回定期演奏会 ワーグナー『使徒の愛餐』（完全版日本初演）指揮: 若杉弘 サントリーホール大ホール[39]
- 1992年3月11日 Hennessy Opera Series 4 ワーグナー『さまよえるオランダ人』指揮: 小澤征爾 神奈川県民ホール大ホール[40][41]
- 1992年3月14日 Hennessy Opera Series 4 ワーグナー『さまよえるオランダ人』指揮: 小澤征爾 尼崎市総合文化センター アルカイックホール[40][41]
- 1992年3月17日 Hennessy Opera Series 4 ワーグナー『さまよえるオランダ人』指揮: 小澤征爾 東京文化会館大ホール[40][41]
- 1992年3月19日 Hennessy Opera Series 4 ワーグナー『さまよえるオランダ人』指揮: 小澤征爾 東京文化会館大ホール[40][41]
- 1992年3月22日 藤沢市民オペラ 舞台形式によるオペラ モーツァルト『魔笛』特別公演 指揮: 北村協一 藤沢市民会館大ホール[41][42]
- 1993年2月5日 東京都交響楽団 サントリーホール 若杉弘&都響ワーグナーシリーズ1992-1994 第2期“純愛と救済”第1夜 ワーグナー『さまよえるオランダ人』指揮: 若杉弘 合唱指揮: 細川雄司 サントリーホール大ホール[43]
- 1993年5月10日 東京都交響楽団 サントリーホール 若杉弘&都響ワーグナーシリーズ1992-1994 第2期“純愛と救済”第2夜 ワーグナー『トリスタンとイゾルデ』指揮: 若杉弘 合唱指揮: 細川雄司 サントリーホール大ホール[44]
- 1993年11月21日、23日、27日、28日 藤沢市民オペラ プッチーニ『トゥーランドット』指揮: 若杉弘 藤沢市民会館大ホール[42]
- 1994年7月20日 東京都交響楽団 サントリーホール 若杉弘&都響ワーグナーシリーズ1992-1994 第3期“歌合戦と市民劇”第3夜 ワーグナー『ニュルンベルクのマイスタージンガー』指揮: 若杉弘 合唱指揮: 三沢洋史 サントリーホール大ホール[45]
- 1995年11月19日、23日、25日、26日 藤沢市民オペラ ニコライ『ウィンザーの陽気な女房たち』藤沢市民会館大ホール[46]
- 1996年10月10日 慶應義塾ワグネル・ソサィエティー創立95周年記念演奏会 昭和女子大学人見記念講堂[47]
- 1998年11月22日、23日、28日、29日 藤沢市民オペラ ワーグナー『リエンツィ』藤沢市民会館大ホール[48]
- 2000年 ベートーヴェン『第九』東京国際フォーラム[49]
- 2001年9月27日 第3回東京国際音楽祭 「ロリン・マゼールのマジックワールド」 東京国際フォーラム・ホールA[50]
- 2001年11月3日 慶應義塾ワグネル・ソサィエティー創立100周年記念演奏会 團伊玖磨『慶應義塾祝典曲』、ベートーヴェン『第九』指揮: 十束尚宏 合唱指揮: 樋本英一 ソプラノ: 澤畑恵美 アルト: 永井和子 テノール: 川上洋司 バリトン: 福島明也 慶應義塾ワグネル・ソサィエティー女声合唱団 慶應義塾ワグネル・ソサィエティーOG合唱団 慶應義塾ワグネル・ソサィエティー男声合唱団 慶應義塾ワグネル・ソサィエティーOB合唱団 慶應義塾ワグネル・ソサィエティー・オーケストラ 慶應義塾ワグネル・ソサィエティーOBオーケストラ 東京芸術劇場大ホール[50]
- 2001年12月28日、29日 「宇宿允人の世界」第九賛助出演[51]
- 2002年6月26日 第4回東京国際音楽祭 「ロリン・マゼールの第九」オーチャードホール[51]
- 2004年2月4日 東京シティオーケストラ・コーラス オペラ『さまよえるオランダ人』東京芸術劇場大ホール[23]
- 2006年10月14日 慶應義塾ワグネル・ソサィエティー創立105周年記念演奏会 ミューザ川崎シンフォニーホール[52]
- 2006年12月2日 同窓生の集う駒場の第九 2006歓喜!歳末助け合い運動参加チャリティーコンサート 東京オペラシティコンサートホール[52]
- 2008年10月26日 慶應義塾創立150年記念 ワグネル・ソサィエティー特別演奏会 マーラー交響曲第2番『復活』指揮: 藤岡幸夫 合唱指揮: 吉川貴洋 ソプラノ: 佐藤美枝子 アルト: 小川明子 慶應義塾ワグネル・ソサィエティー女声合唱団 慶應義塾ワグネル・ソサィエティーOG合唱団 慶應義塾ワグネル・ソサィエティー男声合唱団 慶應義塾ワグネル・ソサィエティーOB合唱団 慶應義塾ワグネル・ソサィエティー・オーケストラ サントリーホール大ホール[53]
- 2009年3月14日、15日 オペラ彩25周年記念公演 ヴェルディ『オテッロ』指揮: 佐藤正浩 和光市民文化センター（サンアゼリア）大ホール[24]
- 2013年9月15日、16日 冨田勲×初音ミク 無限大の旅路 －イーハトーヴ交響曲－東京公演 渋谷Bunkamura オーチャードホール[25][54]
- 2014年3月8日 Hitachi Syatems J-WAVE HEART TO HEART －千住明 コンサート－ サントリーホール大ホール
- 2015年2月11日 アンサンブル・コンソルテ第22回演奏会 モーツァルト『フィガロの結婚』指揮: 大河内雅彦 新宿文化センター大ホール[55]
- 2015年10月23日、24日、25日 MAKIHARA NORIYUKI SYMPHONY ORCHESTRA CONCERT "cELEBRATION 2015" -Starry Nights- 東京公演 東京体育館
- 2015年11月28日、29日 MAKIHARA NORIYUKI SYMPHONY ORCHESTRA CONCERT "cELEBRATION 2015" -Starry Nights- 大阪公演 大阪城ホール
- 2023年3月24日、25日 オペラ『The Speech』 シアター1010[56]

## 放送出演
注記のないものはNHKクロニクルの記録による。東京六大学合唱連盟定期演奏会、東西四大学合唱演奏会の曲目については外部リンク参照。
- 1956年12月20日 NHK総合 黄金の椅子『古関裕而ショー』第二夜
- 1959年12月9日 NHK総合 みんなで歌を 山田耕筰『ペィチカ』、磯部俶『ふるさと』、シューマン『流浪の民』他 指揮: 助川弘毅
- 1960年9月20日 NHK総合 歌は生きている『若き日をたたえて』（東京六大学校歌 応援歌集）『若き血』『丘の上』
- 1960年10月19日 NHK総合 みんなで歌を 清水脩『最上川舟唄』、平井康三郎『荷足舟』、日本民謡『おてもやん』『もうっこ』独唱: 中村浩子 指揮: 畑中良輔
- 1961年3月27日 西日本テレビ 福岡県八幡市演奏会[58]
- 1961年5月2日 NHK出演[58]
- 1961年11月3日 日本テレビ出演[58]
- 1962年5月29日 TBSテレビ出演[59]
- 1962年6月30日 NHK 青少年音楽祭[59]
- 1962年10月7日 NHK教育 若い広場『われら10代』－学園生活－
- 1962年10月26日 TBSテレビ出演[59]
- 1962年11月7日 NHK出演[59]
- 1963年2月3日 フジテレビ出演[60]
- 1963年7月11日 NHK出演[60]
- 1964年2月20日 NHK教育[30]
- 1964年8月31日 NETテレビ出演[30]
- 1964年10月25日 TBSラジオ出演[30]
- 1964年10月31日 TBSテレビ出演[30]
- 1964年11月23日 NHK教育 第6回青少年音楽祭『合唱フェスティバル』－川越市市民会館で録画－ イギリス民謡『ローリング・ホーム』、アメリカ民謡『ワン・モア・デー』指揮: 高木正泰
- 1964年12月8日 - 9日 日本テレビ出演[30]
- 1965年3月8日 NHK教育[61]
- 1965年5月28日 NHK 午後のひととき[61]
- 1965年7月4日 NHK教育 第7回青少年音楽祭－東京・産経ホールで録画－
- 1966年4月下旬 NETテレビ 木島則夫モーニングショー
- 1966年7月10日 NHK教育 第9回青少年音楽祭－東京・日比谷公会堂で録画－ 『ロバート・ショー合唱曲集から』指揮: 村岡正康
- 1967年7月9日 NHK教育 第11回青少年音楽祭『第2部 合唱』－サンケイホールで録画－
- 1968年11月23日 NHK教育 第14回青少年音楽祭『第2部 合唱』－サンケイホールで録画－ 作詞: 清水重道 作曲: 信時潔 編曲: 福永陽一郎 合唱組曲『沙羅』指揮: 境田正俊 ピアノ: 梶川隆
- 1969年1月23日 NHK総合 ふるさとの歌まつり『里神楽』『江戸木やり』『田遊び』『水止舞』『鬼やらい』ほか －NHKホールで録画－
- 1969年10月7日 NHK出演[16]
- 1971年7月17日 NHK教育 第19回青少年音楽祭 コダーイ『男声合唱曲集』指揮: 木下保
- 1972年4月17日 NHK総合 ひるのプレゼント『コーラス歌合戦』(1) ダークダックス、ボニージャックス、慶應義塾ワグネル・ソサィエティー男声合唱団、早稲田大学グリークラブ
- 1972年12月9日 NETテレビ にっぽんの歌[62]
- 1974年7月17日 日本テレビ スター誕生![63]
- 1975年7月13日 NHK総合 日曜招待席－二期会公演から－ ミュージカル『学生王子』ハイライト
- 1975年12月26日 NETテレビ 題名のない音楽会[64]
- 1976年6月1日 NHK総合 歌のグランド・ショー[64]
- 1976年11月8日 NHK総合 スポットライト[64]
- 1976年11月26日 NETテレビ 題名のない音楽会[64]
- 1977年1月8日 NHK総合 音楽の広場－ふたりのコンサート－ 1.ハンガリー舞曲第5番（ブラームス） 2.ある愛の詩ほか
- 1977年8月4日 NHK総合 スタジオ102 「ウィーンの空にひびく」－慶大ワグネルソサィエティー－
- 1978年2月15日 テレビ朝日 水曜スペシャル[65]
- 1978年12月9日 NHK総合 音楽の広場 －音楽 早慶戦－『若き血』ほか
- 1978年12月31日 NHK総合 紅白歌合戦[66]
- 1979年9月11日 NHK総合 ひるのプレゼント[66]
- 1982年10月9日 NHK総合 ミュージック・フェスティバル'82－華麗なるコーラスの世界－
- 1982年 「お菓子のタカラブネ」CM[19]
- 1983年1月1日 - 1983年12月28日 NHK総合 大河ドラマ『徳川家康』音楽: 冨田勲、指揮: 秋山和慶、演奏: NHK交響楽団、慶應義塾ワグネル・ソサィエティー男声合唱団[67][68]
- 1984年6月12日 テレビ東京『キャンパスプレス』『人間が大好き』収録[36]
- 1984年11月14日 フジテレビ ミュージックフェア収録[36]
- 1985年10月5日 NHK教育 N響アワー －交響曲クララ－ ブラームス『アルト・ラプソディー』指揮: ハインツ・ワルベルク 独唱: 秋葉京子 NHK交響楽団 慶應義塾ワグネル・ソサィエティー男声合唱団
- 1987年12月31日 NHK総合 紅白歌合戦[15]
- 1988年1月15日 NHK教育 青年の主張[15]
- 1988年4月27日 フジテレビ 夜のヒットスタジオデラックス収録[15]
- 1988年6月26日 NHK教育 芸術劇場 二期会公演 ワーグナー『タンホイザー』
- 1989年6月2日 テレビ朝日 題名のない音楽会[14]
- 1992年5月4日 NHK-FM 第41回 東京六大学合唱連盟定期演奏会－東京芸術劇場大ホールで収録－ 指揮: 畑中良輔
- 1992年7月23日 NHK総合 思い出のメロディー公開録画収録[41]
- 1992年9月20日 NHK総合 NHKスペシャル『キューバ危機戦慄の記録』テーマソング収録[41]
- 1992年9月21日 TBSテレビ TBSドラマ『海軍主計大尉 小泉信吉』収録[41]
- 1992年11月17日 テレビ東京 第23回 日本歌謡大賞[41]
- 1993年5月3日 NHK-FM 第42回 東京六大学合唱連盟定期演奏会－東京文化会館大ホールで収録－ 指揮: 三林輝夫
- 1994年5月6日 NHK-FM 第43回 東京六大学合唱連盟定期演奏会－東京文化会館大ホールで収録－ 指揮: 西義一 エレクトーン: 小林由佳
- 1994年12月31日 NHK総合 紅白歌合戦[46]
- 1995年5月6日 NHK-FM さわやかハーモニー －第44回 東京六大学合唱連盟定期演奏会から－ －東京文化会館大ホールで収録－ 指揮: 佐藤正浩 ピアノ: 藤田雅
- 1995年 NHK総合 家族で選ぶにっぽんの歌[46]
- 1995年12月31日 NHK総合 紅白歌合戦[47]
- 1996年5月6日 NHK-FM さわやかハーモニー －第45回 東京六大学合唱連盟定期演奏会から－ －東京文化会館大ホールで収録－ 指揮: 佐藤正浩 ピアノ: 藤田雅
- 1996年 PlayStation『ペルソナ』TV・CMソング
- 1997年3月29日 NHK-FM 世界のコーラス －みんな大好き＂愛唱曲＂－『はるかな友に』ほか
- 1997年5月11日 NHK-FM さわやかハーモニー －第46回 東京六大学合唱連盟定期演奏会から－ －東京芸術劇場大ホールで収録－ 指揮: 北村協一
- 1997年8月16日 NHK総合 思い出のメロディー収録[69]
- 1997年10月23日 フジテレビ これがキャイ～ンだ!?収録[69]
- 1997年10月30日 NHK衛星第1 1000万人の日本の歌収録[69]
- 1998年7月20日 NHK-FM さわやかハーモニー －第47回 東西四大学合唱演奏会－ －フェスティバルホールで収録－ 指揮: 畑中良輔
- 2001年3月4日 NHK-FM 世界のコーラス －合唱で聞く日本民謡－
- 2001年3月5日 NHK総合 いっきにパラダイス収録[50]
- 2003年8月16日 NHK-FM グリークラブの祭典 －第52回東西四大学合唱演奏会－ －東京文化会館大ホールで収録－ 指揮: 畑中良輔 ピアノ: 久邇之宜・前田勝則
- 2006年9月15日 フジテレビ 笑っていいとも（「歌え！金ママコーラス隊」コーナーに出演）[52]
- 2007年8月11日 NHK総合、ラジオ第1 第39回 思い出のメロディー NHKホール
- 2009年3月15日 NHK-FM ビバ!合唱 －はまったらやめられない 男声合唱の魅力・日本編－ 男声合唱組曲『草野心平の詩から』から「さくら散る」作詞: 草野心平 作曲: 多田武彦 指揮: 畑中良輔 ナビゲーター: 松下耕
- 2009年6月3日 NHK衛星ハイビジョン ドキュメンタリー わたしが子どもだったころ スペシャル『指揮者・小澤征爾』[24][70]
- 2010年1月24日 NHK-FM ビバ!合唱 －アンコール・ピース特集－『遙かな友に』作詞・作曲: 磯部俶 指揮: 北村協一 慶應義塾ワグネル・ソサィエティー男声合唱団 ナビゲーター: 松下耕
- 2010年10月26日 NHK-FM にっぽんのうた 世界の歌 『遙かな友に』作詞・作曲: 磯部俶 指揮: 北村協一 慶應義塾ワグネル・ソサィエティー男声合唱団 ナビゲーター: 富沢美智恵
- 2012年7月1日 NHK-FM ビバ!合唱 －畑中良輔さんをしのんで－ 男声合唱組曲『草野心平の詩から』から「さくら散る」作詞: 草野心平 作曲: 多田武彦 指揮: 畑中良輔 ナビゲーター: 大谷研二
- 2012年7月16日 TBSテレビ はなまるマーケット[71]
- 2012年7月26日 NHK-FM 音楽遊覧飛行 －ふるさとのうた 心の旅－リクエストを中心に－『遥かな友に』慶應義塾ワグネル・ソサィエティー男声合唱団 ナビゲーター: 榊原広子
- 2013年2月3日 NHK教育 ETV特集『音で描く賢治の宇宙－冨田勲×初音ミク 異次元コラボ－』冨田勲、大友直人、日本フィルハーモニー交響楽団、慶應義塾ワグネル・ソサィエティー男声合唱団、慶應義塾ワグネル・ソサィエティーOB合唱団、シンフォニーヒルズ少年少女合唱団、吉松隆、ことぶき光、篠田元一、聖心女子大学グリークラブ、加賀美幸子
- 2013年3月23日 NHK総合 第19回家族で選ぶにっぽんの歌
- 2013年5月4日 NHK教育 冨田勲のイーハトーヴ交響曲－初音ミクが歌う賢治の世界－「ETV特集で話題となった冨田勲の『イーハトーヴ交響曲』待望の全曲放送!初音ミクが初めて生演奏のオーケストラと共演した記念すべき公演をお送りする。」冨田勲、初音ミク、慶應義塾ワグネル・ソサィエティー男声合唱団、慶應義塾ワグネル・ソサィエティーOB合唱団、聖心女子大学グリークラブ、シンフォニーヒルズ少年少女合唱団、日本フィルハーモニー交響楽団、大友直人、満仲由紀子 東京オペラシティ コンサートホール タケミツメモリアル
- 2014年3月1日 NHK-FM クラシックの迷宮 岩手県に捧ぐ『イーハトーヴ交響曲』から 第5楽章「銀河鉄道の夜」作曲: 冨田勲、ヴァーチャル・シンガー: 初音ミク、シンセサイザー: 篠田元一、合唱: 慶應義塾ワグネル・ソサィエティー男声合唱団 慶應義塾ワグネル・ソサィエティーOB合唱団 聖心女子大学グリークラブ シンフォニーヒルズ少年少女合唱団、管弦楽: 日本フィルハーモニー交響楽団、指揮: 大友直人 ナビゲーター: 片山杜秀
- 2014年9月28日 BS-TBS 日本名曲アルバム収録[72]
- 2015年4月22日 NHK-FM 音楽遊覧飛行 －ふるさとのうた 心の旅－『遥かな友に』慶應義塾ワグネル・ソサィエティー男声合唱団 ナビゲーター: 榊原広子
- 2015年8月24日 NHK-FM 音楽遊覧飛行 －ふるさとのうた 心の旅－男声合唱の魅力－『遥かな友に』『ソーラン節』『別れ』『シェナンドー』慶應義塾ワグネル・ソサィエティー男声合唱団 ナビゲーター: 榊原広子
- 2018年8月26日 日本テレビ 24時間テレビ[27]
- 2018年10月2日 TBSテレビ 日曜劇場『下町ロケット』メインテーマ曲収録
- 2019年11月4日 NHK-FM 音楽遊覧飛行ワールドワイド2019 －ふるさとのうた 心の旅－パックンを迎えて－『若き血』慶應義塾ワグネル・ソサィエティー男声合唱団 パトリック・ハーラン 榊原政敏 ナビゲーター: 榊原広子

## 主なディスコグラフィー
「合唱名曲コレクション」シリーズの発売元は東芝EMI、「日本合唱曲全集」の発売元はビクターエンタテインメント（のち、日本伝統文化振興財団）。この他、慶應義塾関連の歌を演奏したCD、レコードが数多く存在する。
- 合唱名曲コレクション26 柳河風俗詩 - 多田武彦
「柳河風俗詩」「草野心平の詩から」「中勘助の詩から」を担当。
- 合唱名曲コレクション30 最上川舟唄 - 清水脩編曲
「八木節」「最上川舟唄」「黒田節」「そうらん節」「牛追い唄」「五つ木の子守唄」、および磯部俶作曲「遥かな友に」を担当。
- 合唱名曲コレクション32、33、36、37 グリークラブアルバム第1集 - 第4集
24曲（うち3曲は早稲田大学グリークラブとの合同）を担当。
- 合唱名曲コレクション41 雪国にて - 多田武彦
「草野心平の詩から」を担当。
- 合唱名曲コレクション46 吹雪の街を - 多田武彦
「東京景物詩」を担当。
- 日本合唱曲全集 雨 / 多田武彦作品集
組曲「雪明りの路」「草野心平の詩から」を担当。
- 日本合唱曲全集 幼年連祷 / 新実徳英作品集1
男声合唱とピアノのための「祈りの虹」を担当。
- Blu-ray 冨田勲『イーハトーヴ交響曲』ISAO TOMITA SYMPHONY IHATOV[54]
ヴァーチャルシンガー: 初音ミク エレクトロニクス: ことぶき光 パーカッション: 梯郁夫 キーボード: 鈴木隆太 管弦楽: 東京フィルハーモニー交響楽団 合唱: 慶應義塾ワグネル・ソサィエティー男声合唱団、慶應義塾ワグネル・ソサィエティーOB合唱団（合唱指揮: 下河原建太） / 聖心女子大学グリークラブ / シンフォニーヒルズ少年少女合唱団（児童合唱指揮: 宮本益光） 指揮: 河合尚市 収録: 2013年9月15日、16日 Bunkamura オーチャードホール